# Архідияконо-Стефанівська церква

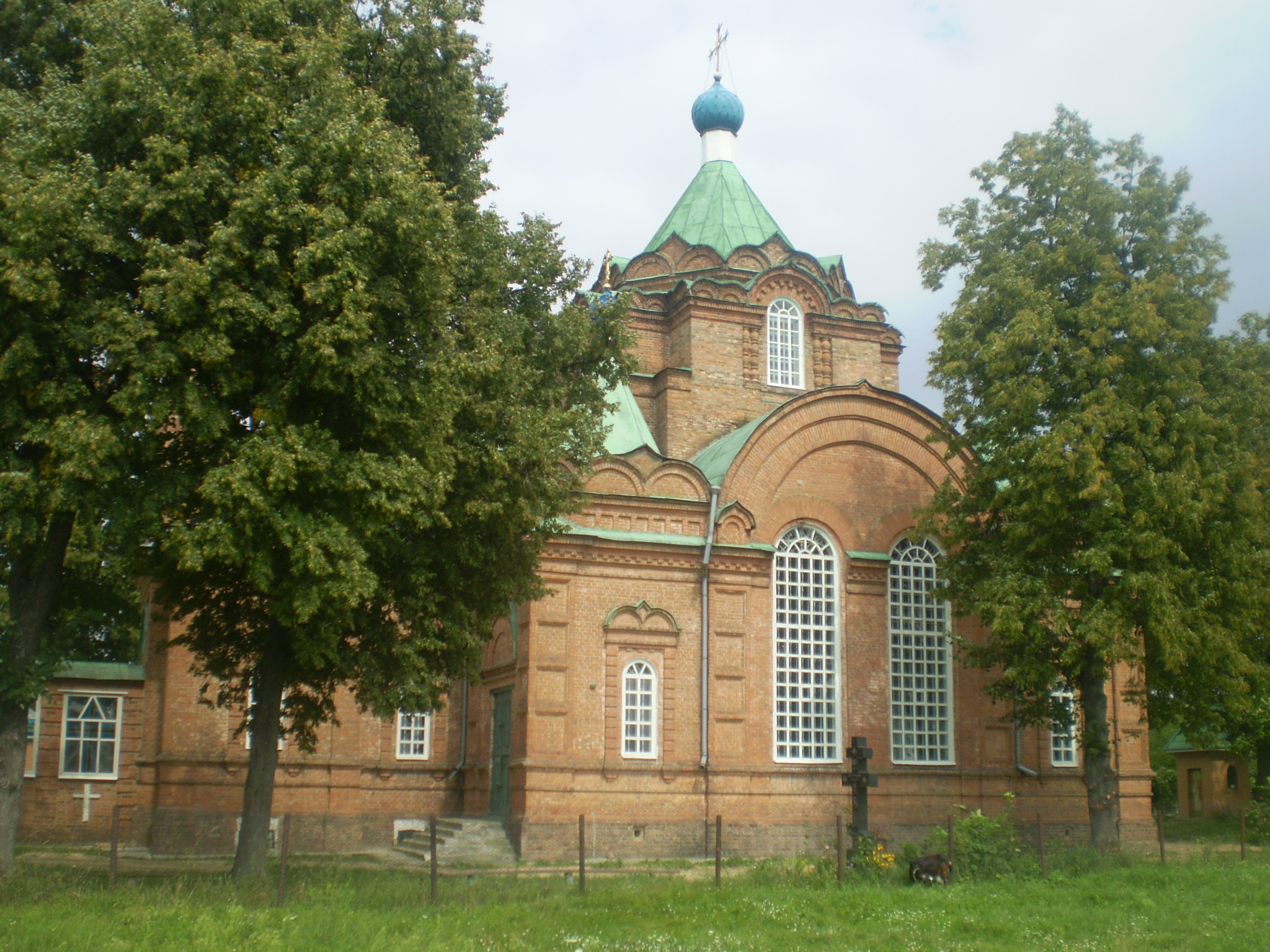
Архідияконо-Стефанівська церква є архітектурною перлиною Роменщини

Архідияконо-Стефанівська церква (с.Овлаші Роменського району Сумської області) — архітектурна пам'ятка початку двадцятого століття, діючий православний храм.

## Історія храму
Архідияконо-Стефанівська церква в Овлашах має столітню історію. Вона збудована в 1908 році на честь Святого Першомученика Архідиякона Стефана з престолом Казанської Ікони Божої Матері. Церква освітлювалась ліхтарями, панікадилом. А навколо будівлі стояли свічкові ліхтарі. Приходив сторож і запалював їх. Увечері і вночі церква була єдина у селі освітлена споруда. Але задовго до її спорудження у XVIII столітті у Євлашах (так називався населений пункт) був дерев'яний храм на цегляному фундаменті, збудований на честь Святого Першомученика Архідиякона Стефана, який у тридцять років загинув мученицькою смертю. Коли розпочалась колективізація, все змінилося. «Церкву закрили, дзвони побили, ікони повикидали з храму, а люди підбирали їх і приносили додому». У тридцяті роки двадцятого століття у церкві було зерносховище. У роки Великої Вітчизняної війни церкву відкрили. Але в 1943 році німці відступали і замінували її. Дар'я Липка бачила це і, зустрівши радянських воїнів, сповістила про небезпеку. Мінери знешкодили небезпечну зброю. Так жінка врятувала святий храм. Архідияконо-Стефанівська церква знаходиться у центрі села.
На місці старої церкви в Овлашах була збудована капличка, адже місце святого престолу має бути шанованим, по ньому не можна ходити ані людям, ані тваринам. У радянські часи капличка була зруйнована. У 2006 році капличку збудували і впорядкували. Знаходиться вона за кілька десятків метрів від діючої церкви у глибині двору. Невелика цегляна будівля, покрита зеленою черепицею. На мініатюрному барабані міститься блакитний купол, який за формою відтворює куполи столітньої споруди. На вхідних дверях на повний зріст портрет Архідиякона Стефана. 15 серпня 2006 року архієпископ Сумський і Охтирський Марк освятив капличку.
Прихожани овлашівської церкви вирішили обладнати нижній храм на честь «Царственних Мучеників», царя Миколу ІІ та членів його родини, розстріляних у ніч із 16 на 17 лютого 1918 року. Прихожани навели порядок у підвалі, де колись знаходились опалювальні котли. Коли прибирали приміщення від сміття, знайшли ікони Божої Матері, які помістили у притворі верхнього храму. У їх честь відслужили молебень. У грудні 2007 року архієпископом Сумським і Охтирським Марком новий храм було освячено.

### Переказ про незвичайні події
У 1847 році у церкві почав служити батюшка Іаков (Горунович). Тоді одній дівчинці тричі повторювався сон про старця, який повідав, де знаходиться скарб. А священику у сні жінка наказала виконати волю Божу. З дівчинкою пішов він на те місце. Кілька разів копнула дівчинка і викопала сяючу ікону Казанської Божої Матері. А із землі, де знаходилась ікона, забило джерело із цілющою водою. Хресним ходом святий образ віднесли до Собору Святого Духа у Ромнах, та на ранок ікона повернулася у Редьчин яр, де її було знайдено, і поруч була запалена свіча. Хресним ходом віднесли її у церкву Святої Марії Магдалини, яка знаходилась у Богоугодному закладі. Та знову ікона повернулася на своє місце. Тоді розмістили святий образ у Євлашівській церкві. Чудотворну Овлашіську ікону Казанської Божої Матері тут можна бачити і тепер. Лики святих потемнілі від часу, та світло, яке відбивається від полум'я свічок, осяйне і радісне. Окрасою ікони є разки намиста і хрестики, даровані віруючими. У 1854 році (за спогадами інших прихожан) пастухи побачили вогник у яру і, підійшовши ближче, виявили там ікону Божої Матері.

## Архітектурні особливості
В основі культової споруди — хрестоподібне планування, так званий «грецький хрест». На передньому плані розміщена дзвіниця, яка разом з храмом створює єдину компактну композицію. Купол церкви такого ж розміру, як на дзвіниці. Над зеленими дахами легко піднімаються блакитні бані. Система будівель п'ятикупольна. Довкола головного храмового куполу нижче розміщуються менші куполи такого ж кольору. Це символізує Ісуса Христа та чотирьох апостолів. Зовнішнє оздоблення виконане за допомогою рельєфної цегляної кладки. Форма закомар повторює у збільшеному вигляді напівкруглі фігурні западини над центральним та боковими входами. По верху стін пролягає фриз, віддалік нагадуючи український орнамент. Бокові вікна виготовлені на всю висоту стіни, кожне складається з сімдесяти квадратних шибок та скляної арки. Інші вікна порівняно вузькі, з двох вертикальних рядів шибок, розміщені в декоративних нішах. Невідомо, чи працював над будівництвом церкви полтавський архітектор С. Носов, але чимало у даній споруді схожого на Оксютинську церкву, яка виконана у псевдоросійському стилі за кілька років раніше. Можливо, будівничі наслідували чудову архітектуру. Тепер це вже не холодна дерев'яна церква, а тепла споруда з широким відкритим ґанком.
У храмі було два криласи, які збереглися до цього часу, два хори. Вівтар на честь Святого Архідиякона Стефан триярусний. З правого боку знаходиться вівтар на честь Казанської ікони. Над вхідними вратами — ікона «Таємна вечеря».

## Настоятелі
Першим настоятелем храму, про якого збереглися відомості, був батюшка Іаков Горунович, який після Переяславської духовної семінарії розпочав службу в Овлашах і був пастирем п'ятдесят років. Мав особливі відзнаки: набедреник, скуфію, камилавку, хрест за війну, Синодальний хрест і орден святого Володимира IV ступеня. Потім настоятелем церкви був батюшка Петро, син Іакова Горуновича.
Нині настоятелем храму святого Стефана є ієрей Георгій Ушаков.